# Sonate K. 408
La sonate K. 408 (F.354/L.346) en si mineur est une œuvre pour clavier du compositeur italien Domenico Scarlatti.

## Présentation
La sonate K. 408, en si mineur, notée Andante, forme un couple avec la sonate suivante de tempo rapide, lui servant de prélude. La sonate enchaîne les séquences en croches binaires et ternaires ; le développement crée une tension par ses motifs en mouvements contraires. Dans son thème et son humeur, elle évoque la K. 402, mais en mi mineur. 

## Manuscrits
Le manuscrit principal est le numéro 21 du volume IX (Ms. 9780) de Venise (1754), copié pour Maria Barbara ; l'autre est Parme XI 21 (Ms. A. G. 31416).

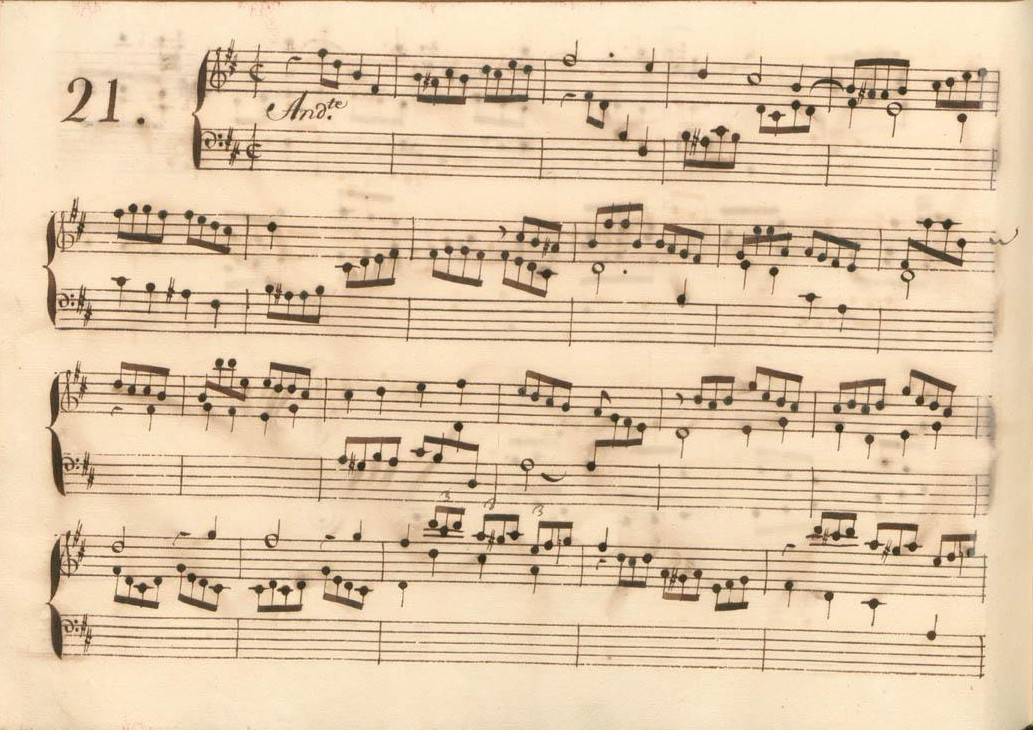
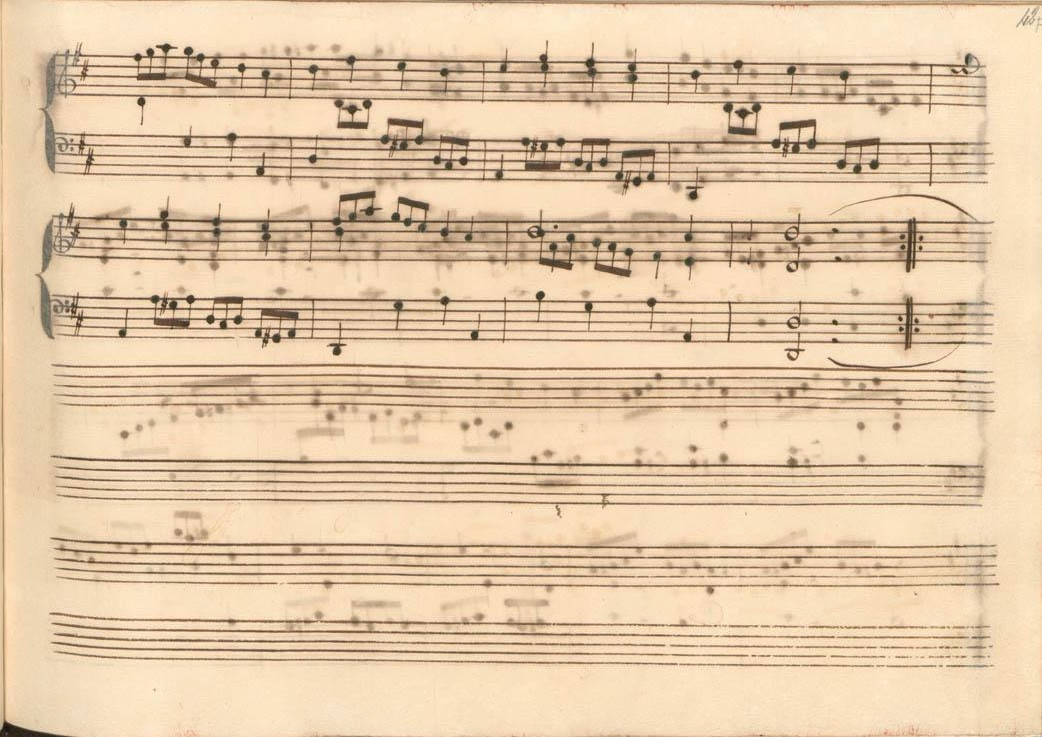
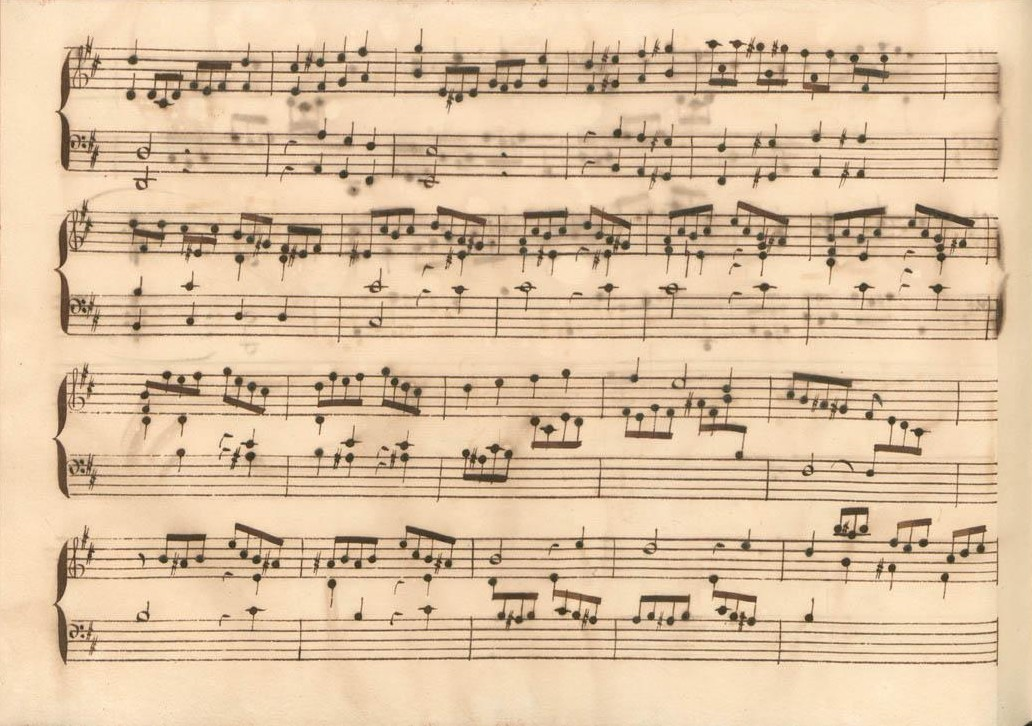
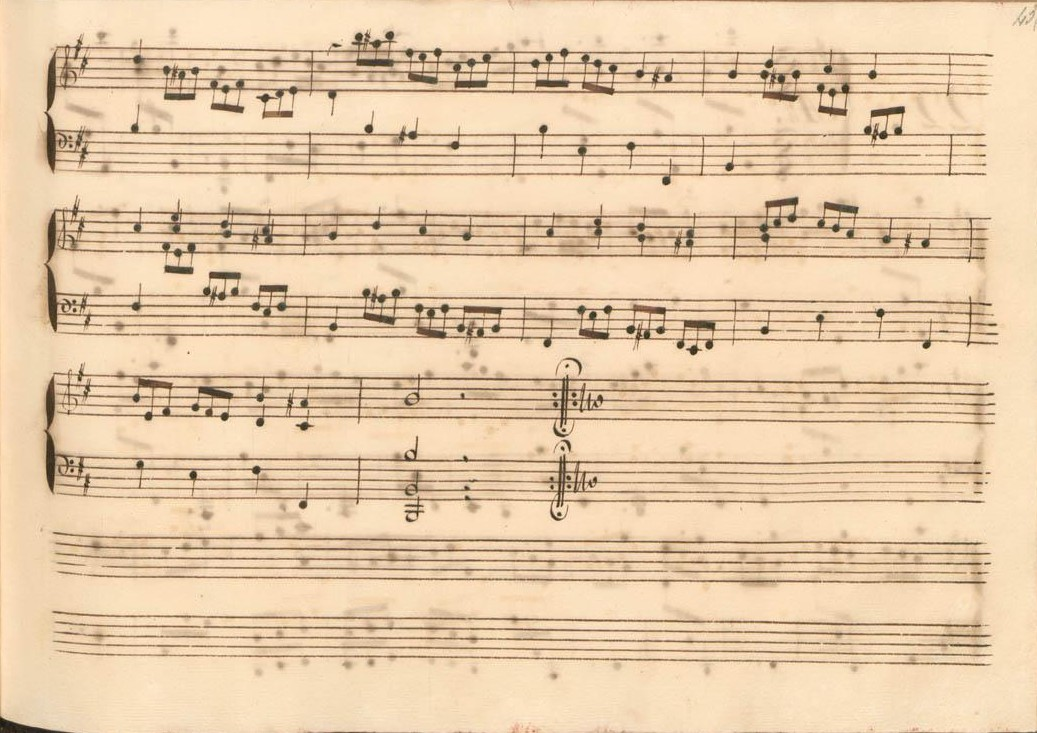

## Interprètes
La sonate K. 408 est défendue au piano, notamment par Colleen Lee (2007, Naxos, vol. 10), Carlo Grante (2013, Music & Arts, vol. 4) ; au clavecin, elle est jouée par Scott Ross (1985, Erato), Virginia Black (1986, EMI), Richard Lester (2003, Nimbus, vol. 3) et Pieter-Jan Belder (Brilliant Classics, vol. 9).

## Sources
: document utilisé comme source pour la rédaction de cet article.
- Ralph Kirkpatrick (trad. de l'anglais par Dennis Collins), Domenico Scarlatti, Paris, Lattès, coll. « Musique et Musiciens », 1982 (1re éd. 1953 (en)), 493 p. (ISBN 978-2-7096-0118-4, OCLC 954954205, BNF 34689181).
- Alain de Chambure, « Domenico Scarlatti, Intégrale des sonates — Scott Ross », Erato/Éditions Costallat (2564-62092-2 (livret : 2292-45309-2)), 1985 (OCLC 891183737) .
- (en) Carlo Grante, « Domenico Scarlatti, intégrale des sonates pour clavier (vol. 4) », Music & Arts (CD-1293), 2016 (OCLC 1020680576) .